# Discographie de BoA
Pour un article plus général, voir BoA.
La discographie de BoA, chanteuse sud-coréenne, est composée de seize albums studio, cinq extended plays, septante-six singles et six compilations. La plupart des albums en coréen, en japonais ou en anglais ont également été distribués au Japon.

## Albums

### Albums studio
| ID; Peace B                                                           | - Sortie: 25 août 2000 - Langage: Coréen - Label: S.M. Entertainment - Formats: CD, téléchargement digital         | 3  | 30  | —   | —   | —   | - JPN: 13 000 - KOR: 178 000    |                     |
| No. 1                                                                 | - Sortie: 14 avril 2002 - Langage: Coréen - Label: S.M. Entertainment - Formats: CD, téléchargement digital        | 1  | 21  | —   | —   | —   | - JPN : 14 000 - KOR : 560 000  |                     |
| Atlantis Princess                                                     | - Sortie: 30 mai 2003 - Langage: Coréen - Label: S.M. Entertainment - Formats: CD, téléchargement digital          | 1  | —   | —   | —   | —   | - KOR: 345 000                  |                     |
| My Name                                                               | - Sortie: 15 juin 2004 - Langage: Coréen - Label: S.M. Entertainment - Formats: CD, CD/DVD, téléchargement digital | 1  | 151 | —   | —   | —   | - JPN: 3000 - KOR: 201 000      |                     |
| Girls on Top                                                          | - Sortie: 23 juin 2005 - Langage: Coréen - Label: S.M. Entertainment - Formats: CD, CD/DVD, téléchargement digital | 3  | 153 | 12  | 3   | —   | - JPN: 3000                     |                     |
| Hurricane Venus                                                       | - Sortie: 5 août 2010 - Langage: Coréen - Label: S.M. Entertainment - Formats: CD, téléchargement digital          | 1  | 178 | 14  | 3   | —   | - JPN: 2000 - KOR: 56 000       |                     |
| Only One                                                              | - Sortie: 25 juillet 2012 - Langage: Coréen - Label: S.M. Entertainment - Formats: CD, téléchargement digital      | 2  | 63  | 11  | 2   | —   | - JPN: 3200 - KOR: 34 000       |                     |
| Kiss My Lips                                                          | - Sortie: 12 mai 2015 - Langage: Coréen - Label: S.M. Entertainment - Formats: CD, téléchargement digital          | 5  | 147 | N/A | N/A | —   | - JPN: 1000 - KOR: 15 234       |                     |
| Japonais                                                              | |    |     |     |     |     |                                 |                     |
| Listen to My Heart                                                    | - Sortie: 13 mars 2002 - Langage: Japonais - Label: Avex Trax - Formats: CD, téléchargement digital                | 5  | 1   | —   | —   | —   | - JPN: 932 000 - KOR: 13 000    | - RIAJ: Million     |
| Valenti                                                               | - Sortie: 29 janvier 2003 - Langage: Japonais - Label: Avex Trax - Formats: CD, téléchargement digital             | 1  | 1   | —   | —   | —   | - JPN: 1 249 000 - KOR: 332 000 | - RIAJ: Million     |
| Love and Honesty                                                      | - Sortie: 15 janvier 2004 - Langage: Japonais - Label: Avex Trax - Formats: CD, téléchargement digital             | 2  | 1   | —   | —   | —   | - JPN: 653 000 - KOR: 20 000    | - RIAJ: 3 × Platine |
| Outgrow                                                               | - Sortie: 15 février 2006 - Langage: Japonais - Label: Avex Trax - Formats: CD, CD/DVD, téléchargement digital     | 1  | 1   | 7   | 1   | —   | - JPN: 427 000 - KOR: 23 000    | - RIAJ: 2 × Platine |
| Made in Twenty (20)                                                   | - Sortie: 11 janvier 2007 - Langage: Japonais - Label: Avex Trax - Formats: CD, CD/DVD, téléchargement digital     | 1  | 1   | 6   | 1   | —   | - JPN: 348 000 - KOR: 17 000    | - RIAJ: 1 × Platine |
| The Face                                                              | - Sortie: 27 février 2008 - Langage: Japonais - Label: Avex Trax - Formats: CD, CD/DVD, téléchargement digital     | 3  | 1   | 2   | 1   | —   | - JPN: 185 000 - KOR: 11 000    | - RIAJ: 1 × Platine |
| Identity                                                              | - Sortie: 10 février 2010 - Langage: Japonais - Label: Avex Trax - Formats: CD, CD/DVD, téléchargement digital     | 6  | 4   | 6   | 2   | —   | - JPN: 59 000                   |                     |
| Who's Back?                                                           | - Sortie: 3 septembre 2014 - Langage: Japonais - Label: Avex Trax - Formats: CD, CD/DVD, téléchargement digital    | 19 | 7   | 13  | 1   | —   | - JPN: 17 400 - KOR: 600        |                     |
| Anglais                                                               | |    |     |     |     |     |                                 |                     |
| BoA                                                                   | - Sortie: 17 mars 2009 - Langage: Anglais - Label: SM Entertainment USA - Formats: CD, téléchargement digital      | —  | 2   | 2   | 1   | 127 |                                 | - RIAJ: Or          |
| "—" signifie que la chanson n'est pas classée ou sortie dans le pays. | |    |     |     |     |     |                                 |                     |

### Extended plays
| Jumping into the World                                                | - Sortie: 3 mars 2001 - Label: SM Entertainment - Formats: CD, téléchargement digital       | 6 | 29 | - KOR: 91 000 - JPN: : 13,000 |
| Miracle                                                               | - Sortie: 24 septembre 2002 - Label: SM Entertainment - Formats: CD, téléchargement digital | 4 | —  | - KOR: 313 000                |
| Shine We Are!                                                         | - Sortie: 4 décembre 2003 - Label: SM Entertainment - Formats: CD, téléchargement digital   | 3 | —  | - KOR: 81 000                 |
| Merry Christmas from BoA                                              | - Sortie: 7 décembre 2005 - Label: SM Entertainment - Formats: Téléchargement digital       | — | —  |                               |
| Shidaz presents BoA "Winter Love" X'mas Live                          | - Sortie: 10 janvier 2007 - Label: Avex Trax - Formats: Téléchargement digital              | — | —  |                               |
| "—" signifie que la chanson n'est pas classée ou sortie dans le pays. |                                                                                             |   |    |                               |

### Compilations
| K-pop Selection                                                       | - Sortie: 3 mars 2004 - Label: Avex Trax - Formats: CD, téléchargement digital                                             | — | 13 | — | — | - JPN: 34 000                  |                 |
| Best of Soul                                                          | - Sortie: 2 février 2005 - Label: Avex Trax - Formats: CD, CD/DVD, téléchargement digital, SACD, DVD Audio                 | 1 | 1  | — | — | - JPN: 1 010 000 - KOR: 38 000 | - RIAJ: Million |
| BoA Best Single                                                       | - Sortie: Novembre 2006 - Label: Chinese Musicians Audio & Video Press - Formats: CD/VCD                                   | — | —  | — | — |                                |                 |
| Best & USA                                                            | - Sortie: 18 mars 2009 - Langue: Japonais, anglais - Label: Avex Trax - Formats: CD, 2CD, 2CD/2DVD, Téléchargement digital | — | 2  | 2 | 1 | - JPN: 133 000                 | - RIAJ: Or      |
| BoA Summer Selection 2011                                             | - Sortie: 31 août 2011 - Label: Avex Trax - Formats: Téléchargement digital                                                | — | —  | — | — |                                |                 |
| Winter Ballad Collection 2013                                         | - Sortie: 23 octobre 2013 - Label: Avex Trax - Formats: Téléchargement digital                                             | — | —  | — | — |                                |                 |
| BoA Winter Ballad Collection 2014                                     | - Sortie: 10 décembre 2014 - Label: Avex Trax - Formats: Téléchargement digital                                            | — | —  | — | — |                                |                 |
| "—" signifie que la chanson n'est pas classée ou sortie dans le pays. | |   |    |   |   |                                |                 |

### Albums remix
| Titre            | Détails de l'album                                                               | Positions dans les charts | Ventes         | Certifications      |
| Titre            | Détails de l'album                                                               | JPN                       | Ventes         | Certifications      |
| ---------------- | -------------------------------------------------------------------------------- | ------------------------- | -------------- | ------------------- |
| Peace B. Remixes | - Sortie: 7 août 2002 - Label: Avex Trax - Formats: CD, Téléchargement digital   | 18                        | - JPN: 62 470  |                     |
| Next World       | - Sortie : 27 août 2003 - Label: Avex Trax - Formats: CD, Téléchargement digital | 4                         | - JPN: 194 000 | - RIAJ: 1 × Platine |

### Albums live
| Titre                       | Détails de l'album                                                             |
| --------------------------- | ------------------------------------------------------------------------------ |
| BoA Live Tour 2008 The Face | - Sortie: 23 octobre 2013 - Label: Avex Trax - Formats: Téléchargement digital |

## Singles

### Singles en tant qu'artiste principale
| ID; Peace B                                                            | 2000 | —  | 20 | —  | —  | —           | —  | - JPN: 40 470                              |                                                                                    | ID; Peace B / Listen to My Heart            |
| Don't Start Now                                                        | 2001 | —  | 17 | —  | —  | —           | —  | - JPN: 21 000                              |                                                                                    | Jumping into the World / Listen to My Heart |
| Amazing Kiss                                                           | 2001 | —  | 23 | —  | —  | —           | —  | - JPN: 59 450                              |                                                                                    | Listen to My Heart                          |
| Kimochi wa tsutawaru (気持ちはつたわる)                                | 2001 | —  | 15 | —  | —  | —           | —  | - JPN: 77 220                              |                                                                                    | Listen to My Heart                          |
| Listen to My Heart                                                     | 2002 | —  | 5  | —  | —  | —           | —  | - JPN: 180 000                             | - RIAJ (physical): Or                                                              | Listen to My Heart                          |
| Every Heart ~Minna no Kimochi~ (ミンナノキモチ)                        | 2002 | —  | 10 | —  | —  | —           | —  | - JPN: 84 430                              |                                                                                    | Listen to My Heart                          |
| No.1                                                                   | 2002 | —  | 3  | —  | —  | —           | —  |                                            |                                                                                    | No. 1 / Valenti                             |
| Valenti                                                                | 2002 | —  | 2  | —  | —  | —           | —  | - JPN: 202 000                             | - RIAJ (physical): Or                                                              | Miracle / Valenti                           |
| Kiseki (奇蹟)                                                          | 2002 | —  | 3  | —  | —  | —           | —  | - JPN: 129 462                             | - RIAJ (physical): Or                                                              | Miracle / Valenti                           |
| Jewel Song                                                             | 2002 | —  | 3  | —  | —  | —           | —  | - JPN: 151 485                             | - RIAJ(physical) : Or                                                              | Valenti                                     |
| Beside You (Boku o Yobu Koe) (僕を呼ぶ声)                              | 2002 | —  | 3  | —  | —  | —           | —  | - JPN: 151 485                             | - RIAJ(physical) : Or                                                              | Valenti                                     |
| Shine We Are!                                                          | 2003 | —  | 2  | —  | —  | —           | —  | - JPN: 144 264                             | - RIAJ (physical): 1 × Platine                                                     | Shine We Are! / Love and Honesty            |
| Earthsong                                                              | 2003 | —  | 2  | —  | —  | —           | —  | - JPN: 144 264                             | - RIAJ (physical): 1 × Platine                                                     | Pas d'album                                 |
| Atlantis Princess (아틀란티스 소녀)                                    | 2003 | —  | —  | —  | —  | —           | —  |                                            |                                                                                    | Atlantis Princess                           |
| Milky Way                                                              | 2003 | —  | 2  | —  | —  | —           | —  |                                            |                                                                                    | Atlantis Princess / Love and Honesty        |
| Double                                                                 | 2003 | 8  | 2  | —  | —  | —           | —  | - JPN: 82 395 - KOR: 43 020                | - RIAJ (physical): Or                                                              | Love and Honesty                            |
| Midnight Parade                                                        | 2003 | —  | 2  | —  | —  | —           | —  |                                            |                                                                                    | Love and Honesty                            |
| Rock with You                                                          | 2003 | 11 | 5  | —  | —  | —           | —  | - JPN: 58 314 - KOR: 23 189                | - RIAJ (physical): Or                                                              | Love and Honesty                            |
| Be the One                                                             | 2004 | —  | 15 | —  | —  | —           | —  | - JPN: 24 292                              |                                                                                    | Love and Honesty                            |
| My Name                                                                | 2004 | —  | —  | —  | —  | —           | —  |                                            |                                                                                    | My Name                                     |
| Spark                                                                  | 2004 | —  | —  | —  | —  | —           | —  |                                            |                                                                                    | My Name                                     |
| Quincy                                                                 | 2004 | —  | 4  | —  | —  | —           | —  | - JPN: 82 614                              | - RIAJ (physical): Or                                                              | Best of Soul                                |
| Kono Yo no Shirushi (コノヨノシルシ)                                   | 2004 | —  | 4  | —  | —  | —           | —  | - JPN: 82 614                              | - RIAJ (physical): Or                                                              | Best of Soul                                |
| Meri Kuri" (メリクリ)                                                  | 2004 | 10 | 5  | 36 | —  | —           | —  | - JPN: 137 000 - KOR: 20 000               | - RIAJ (sonnerie): 2 × Platine - RIAJ (digital): 1 × Platine - RIAJ (physical): Or | Best of Soul                                |
| Do the Motion                                                          | 2005 | —  | 1  | —  | —  | —           | —  | - JPN: 170 000                             | - RIAJ (physical): Or                                                              | Outgrow                                     |
| Girls on Top                                                           | 2005 | —  | —  | —  | —  | —           | —  |                                            |                                                                                    | Girls on Top                                |
| Moto                                                                   | 2005 | —  | —  | —  | —  | —           | —  |                                            |                                                                                    | Girls on Top                                |
| Make a Secret                                                          | 2005 | —  | 5  | —  | —  | —           | —  | - JPN: 54 453                              | - RIAJ (physical): Or                                                              | Outgrow                                     |
| Dakishimeru (抱きしめる)                                               | 2005 | —  | 9  | —  | —  | —           | —  | - JPN: 58 436                              | - RIAJ (physical): Or                                                              | Outgrow                                     |
| Everlasting                                                            | 2006 | 6  | 4  | —  | —  | —           | —  | - JPN: 74 744 - KOR: 19 000 - KOR: 5122    | - RIAJ (sonnerie): 2 × Platine - RIAJ (mobile): Or - RIAJ (physical): Or           | Outgrow                                     |
| Nanairo no Ashita (七色の明日)                                         | 2006 | —  | 3  | —  | —  | —           | —  | - JPN: 91 000 - KOR: 4270                  | - RIAJ (sonnerie): 2 × Platine - RIAJ (mobile): 1 × Platine - RIAJ (physical): Or  | Made in Twenty (20)                         |
| Your Color                                                             | 2006 | —  | 3  | —  | —  | —           | —  | - JPN: 91 000 - KOR: 4270                  |                                                                                    | Made in Twenty (20)                         |
| Key of Heart                                                           | 2006 | —  | 7  | —  | —  | —           | —  | - JPN: 41 000                              | - RIAJ (physical): Or                                                              | Made in Twenty (20)                         |
| Dotch                                                                  | 2006 | —  | 7  | —  | —  | —           | —  | - JPN: 41 000                              | - RIAJ (physical): Or                                                              | Pas d'album                                 |
| Winter Love                                                            | 2006 | —  | 2  | —  | —  | —           | —  | - JPN: 99 078                              | - RIAJ (sonnerie): 3 × Platine - RIAJ (mobile): 1 × Platine - RIAJ (physical): Or  | Made in Twenty (20)                         |
| Sweet Impact                                                           | 2007 | 4  | 5  | —  | —  | —           | —  | - JPN: 42 789 - KOR: 6000                  | - RIAJ (mobile): Or - RIAJ (physical): Or                                          | The Face                                    |
| Love Letter                                                            | 2007 | —  | 3  | —  | —  | —           | —  | - JPN: 44 000                              | - RIAJ (digital): Or                                                               | The Face                                    |
| Lose Your Mind (featuring Yutaka Furukawa from Doping Panda)           | 2007 | —  | 6  | —  | —  | —           | —  | - JPN: 28 128                              |                                                                                    | The Face                                    |
| Be with You                                                            | 2008 | —  | 13 | 8  | —  | —           | —  | - JPN: 16 000                              |                                                                                    | The Face                                    |
| Kissing You                                                            | 2008 | —  | 5  | 17 | —  | 7           | —  | - JPN: 29 000                              |                                                                                    | Pas d'album                                 |
| Sparkling                                                              | 2008 | —  | 5  | 88 | —  | 7           | —  | - JPN: 29 000                              | Best & USA                                                                         |                                             |
| Vivid                                                                  | 2008 | —  | 5  | —  | —  | 7           | —  | - JPN: 29 000                              | Pas d'album                                                                        |                                             |
| Eat You Up                                                             | 2008 | —  | —  | —  | —  | —           | 8  |                                            |                                                                                    | BoA                                         |
| Eien (永遠)                                                            | 2009 | —  | 8  | 23 | 15 | 2           | —  | - JPN: 22 000                              | - RIAJ (mobile): Or                                                                | Best & USA                                  |
| Universe (featuring Crystal Kay & Verbal (M-Flo))                      | 2009 | —  | 8  | —  | 15 | 2           | —  | - JPN: 22 000                              |                                                                                    | Best & USA                                  |
| I Did It for Love (featuring Sean Garrett)                             | 2009 | —  | —  | —  | —  | —           | 19 |                                            |                                                                                    | BoA                                         |
| Energetic                                                              | 2009 | —  | —  | —  | —  | —           | 17 |                                            |                                                                                    | BoA                                         |
| Bump! Bump! (featuring Verbal)                                         | 2009 | —  | 8  | 6  | 15 | 2           | —  | - JPN: 14 000                              |                                                                                    | Identity                                    |
| Mamoritai (まもりたい)                                                 | 2009 | —  | 3  | 4  | —  | 5           | —  | - JPN: 51 000                              | - RIAJ (mobile): Or                                                                | Identity                                    |
| Woo Weekend                                                            | 2010 | —  | 10 | 17 | —  | 16          | —  | - JPN: 12 000                              |                                                                                    | Who's Back?                                 |
| Game                                                                   | 2010 | 6  | —  | —  | —  | —           | —  | - KOR: 998 000                             |                                                                                    | Hurricane Venus                             |
| Hurricane Venus                                                        | 2010 | 4  | —  | —  | —  | —           | —  | - KOR: 1 537 000                           |                                                                                    | Hurricane Venus                             |
| Copy & Paste                                                           | 2010 | 14 | —  | —  | —  | —           | —  |                                            |                                                                                    | Hurricane Venus                             |
| I See Me                                                               | 2010 | —  | —  | 64 | —  | —           | —  |                                            |                                                                                    | Who's Back?                                 |
| Milestone                                                              | 2011 | 14 | 11 | 7  | 3  | —           | —  | - KOR: 2000                                |                                                                                    | Who's Back?                                 |
| Only One                                                               | 2012 | 2  | 10 | 8  | —  | 9           | —  | - JPN: 11 000 - KOR: 2 057 000 - KOR: 2000 |                                                                                    | Only one / Who's Back?                      |
| Geuleon Neo (Disturbance) (그런 너)                                    | 2013 | 5  | —  | —  | —  | —           | —  | - KOR: 794 000                             |                                                                                    | Pas d'album                                 |
| Tail of Hope                                                           | 2013 | —  | 12 | 19 | —  | 7           | —  | - JPN: 11 000                              |                                                                                    | Who's Back?                                 |
| Message                                                                | 2013 | —  | —  | 4  | —  | - JPN: 7000 |    |                                            |                                                                                    | Who's Back?                                 |
| Call My Name                                                           | 2013 | —  | —  | 4  | —  | - JPN: 7000 |    |                                            |                                                                                    | Who's Back?                                 |
| Shout It Out                                                           | 2014 | —  | 12 | 38 | 12 | 5           | —  | - JPN: 8000                                |                                                                                    | Who's Back?                                 |
| Masayume Chasing                                                       | 2014 | —  | 15 | 27 | —  | —           | —  | - JPN: 9000                                |                                                                                    | Who's Back?                                 |
| Fly                                                                    | 2014 | —  | 22 | 80 | —  | 1           | —  | - JPN: 6221                                |                                                                                    | Pas d'album                                 |
| Who Are You (featuring Gaeko)                                          | 2015 | 3  | —  | —  | —  | —           | —  | - KOR: 466 047                             |                                                                                    | Kiss My Lips                                |
| Kiss My Lips                                                           | 2015 | 18 | —  | —  | —  | —           | —  | - KOR: 128 000                             |                                                                                    | Kiss My Lips                                |
| "——" signifie que la chanson n'est pas classée ou sortie dans le pays. |      |    |    |    |    |             |    |                                            |                                                                                    |                                             |

### Singles avec d'autres artistes
| The Meaning of Peace (featuring Kumi Koda)                            | 2001 | —  | 12 | —  | —  | - JPN: 67 000  |                       | Song Nation / Listen to My Heart        |
| Everything Needs Love (featuring Mondo Grosso)                        | 2002 | —  | 27 | —  | —  | - JPN: 17 000  |                       | Next Wave                               |
| Flying Without Wings (featuring Westlife)                             | 2002 | —  | —  | —  | —  |                |                       | Unbreakable: The Greatest Hits Volume 1 |
| Holiday (featuring Palm Drive & Firstklas)                            | 2003 | —  | 32 | —  | —  | - JPN: 25 328  |                       | Block Holiday                           |
| Show Me What You Got (featuring Bratz & Howie D.)                     | 2003 | —  | 37 | —  | —  | - JPN: 11 317  |                       | Pas d'album                             |
| The Love Bug (featuring M-Flo)                                        | 2004 | —  | 8  | —  | —  | - JPN: 56 231  | - RIAJ (physical): Or | Astromantic                             |
| Tri-Angle (featuring TVXQ & TRAX)                                     | 2004 | —  | —  | —  | —  |                |                       | Tri-Angle                               |
| Hey Boy, Hey Girl (featuring SEAMO)                                   | 2007 | —  | —  | —  | 31 |                |                       | Round About                             |
| TPL (Talk, Play, Love) (among AnyBand)                                | 2007 | —  | —  | —  | —  |                |                       | AnyBand                                 |
| Believe in Love (featuring Ravex)                                     | 2009 | —  | 35 | —  | —  | - JPN: 3343    |                       | Best & USA / Trax                       |
| Girlfriend (featuring Crystal Kay)                                    | 2009 | —  | 31 | 57 | —  | - JPN: 4000    |                       | Best of Crystal Kay                     |
| Lookin (featuring The Quiett)                                         | 2012 | 19 | —  | —  | —  |                |                       | PYL Younique Volume 1                   |
| G.A.B (G.A.B (featuring Gil))                                         | 2013 | 10 | —  | —  | —  | - KOR: 379 000 |                       | Free Highway Music Festival             |
| "—" signifie que la chanson n'est pas classée ou sortie dans le pays. |      |    |    |    |    |                |                       |                                         |

### Singles promotionnels
| Sara (사라)                                                           | 2000 | —  | —  | —  |                                | ID; Peace B                         |
| My Sweetie                                                            | 2002 | —  | —  | —  |                                | No. 1                               |
| Waiting.. (늘..)                                                      | 2002 | —  | —  | —  |                                | No. 1                               |
| The Lights of Seoul (서울의 빛)                                       | 2003 | —  | —  | —  |                                | Atlantis Princess                   |
| Kimi no Tonari de (キミのとなりで)                                    | 2005 | —  | —  | —  | - RIAJ (sonnerie): 2 × Platine | "Do the Motion" (single) / Outgrow  |
| Sunshine                                                              | 2006 | —  | —  | —  |                                | Love Me Not Soundtrack              |
| M                                                                     | 2007 | —  | —  | —  |                                | M OST                               |
| Diamond Heart                                                         | 2007 | —  | —  | 34 |                                | Love Letter (single) / The Face     |
| Beautiful Flowers                                                     | 2007 | —  | —  | 68 |                                | Love Letter (single) / The Face     |
| Look Who's Talking                                                    | 2008 | —  | —  | —  |                                | BoA                                 |
| Possibility (duo avec Daichi Miura)                                   | 2010 | —  | 58 | —  |                                | Identity                            |
| Han Saram (My Only One) (한 사람)                                     | 2011 | 59 | —  | —  |                                | Paradise Ranch: Original Soundtrack |
| One Dream (featuring Henry de Super Junior-M & Key de SHINee)         | 2012 | 34 | —  | —  |                                | Only One                            |
| The Shadow                                                            | 2012 | 34 | —  | —  |                                | Only One / Who's Back?              |
| Between Heaven and Hell (천국과 지옥 사이)                            | 2013 | 18 | —  | —  |                                | Shark Original Soundtrack           |
| Action                                                                | 2013 | 83 | —  | —  |                                | Pas d'album                         |
| First Time                                                            | 2014 | —  | —  | —  |                                | Who's Back?                         |
| "—" signifie que la chanson n'est pas classée ou sortie dans le pays. |      |    |    |    |                                |                                     |

## Participations

### Participations à d'autres albums
- 2000 : Waiting for White Christmas (창밖을 봐요), Merry Christmas et Christmas Time de l'album Christmas Winter Vacation in SMTown.com de SM Town
- 2001 : I Want  de l'album The Promise de Fly to the Sky et Kangta
- 2001 : Feliz Navidad, Angel Eyes et Winter Wind (겨울바람) de l'album Christmas Winter Vacation in SMTown.com: Angel Eyes de SM Town
- 2002 : Summer Vacation, My Boy et Amazing Kiss (Korean Version) de l'album Summer Vacation in SMTown.com de SM Town
- 2002 : My Angel, My Light, Snow in My Mind (feat. Shoo et M.I.L.K), Dear My Family et Jewel Song (Korean Version) de l'album 2002 Winter Vacation in SMTown.com: My Angel My Light de SM Town
- 2003 : Hello! Summer!, Summer in Dream (feat. Moon Hee-joon, Shoo, Jae Won, Seo Hyun-jin & Jae Young) et Romeo de l'album 2003 Summer Vacation in SMTown.com de SM Town
- 2003 : Snowflake (두번째 겨울) et Feel the Same (Korean Version) de l'album 2003 Winter Vacation in SMTown.com de SM Town
- 2004 : Hot Mail (여름편지), Lollipop et Midnight Parade (Korean Version) de l'album 2004 Summer Vacation in SMTown.com de SM Town
- 2006 : Survival Dance (No No Cry More) de l'album Lif-e-Motions de TRF
- 2006 : Full Sun (Red Sun) et Touch de l'album 2006 Summer SMTown de SM Town
- 2006 : Snow Dream et Dotch (Korean Version) de l'album 2006 Winter SMTown: Snow Dream de SM Town
- 2007 : Let's Go on a Trip!, Eve Warning (이브의 경고) (feat. Shindong), Tie Clam Shells (A Cappella) (조개껍질 묶어) (feat. Junsu, Changmin, Ryeowook, Yesung, Lina & Sunday) de l'album 2007 Summer SMTown: Fragile de SM Town
- 2007 : Promise U et Daydream de l'album Anyband de Anyband
- 2007 : Only Love et On December 27th (12월 27일) de l'album 2007 Winter SMTown: Only Love de SM Town
- 2009 : Beautiful (feat. Akon et Kardinal Offishall) de l'album Freedom d'Akon[19]
- 2009 : Egao no Yukue (笑顔の行方) et Love Love Love de l'album Minna de Dori Suru? Do You Dreams Come True? Special Live! de Dreams Come True
- 2011 : Distance de l'album 2011 Winter SMTown: The Warmest Gift de SM Town
- 2013 : Let Me In de l'album Make Your Move

### Participations à d'autres singles
- 2004 : O Holy Night du single Hug de TVXQ